# 독바위역
독바위역(Dokbawi station)은 서울특별시 은평구 불광동에 있는 서울 지하철 6호선의 지하철역이다. 1번과 2번, 두 개의 출구가 있고, 심야에 1편성이 주박한다.

## 역사
- 2000년 12월 15일 : 서울 지하철 6호선 응암 ~ 상월곡 구간 개통과 함께 영업 개시

## 역 구조
1면 2선의 곡선 단선 승강장이며, 스크린도어가 설치되어 있다. 타 응암순환선 역들과 달리 구내에 1개의 유치선이 있는데 해당 선로는 막차 시간대에 다니는 독바위행 열차가 주박하는 선로이며, 주박하는 차량은 독바위역 종착 후 연신내역 방향으로 발차 후 후진으로 이 주박선로에 진입한다. 이는 6호선 차량기지가 신내차량사업소 하나밖에 없기에 차량기지와 정반대 위치에 열차를 주박시켜서 첫/막차를 효율적으로 운행시키기 위함이다.
역이 들어선 부지가 매우 협소한 탓에 출입구는 하나밖에 없으며 출입구에서 승강장까지 뱅글뱅글 돌아서 내려가는 구조이다. 승강장은 지하 6층에 있으며 역무실이 지하 3층에 위치한다.
독바위역은 곡선이 많이 휘어져 있어 승강장과 열차사이의 단차가 매우 넓으므로 승하차시 주의한다.

### 승강장
| 연신내 ↑ |
| \|       |
| 불광     |

| 순환 | ● 서울 지하철 6호선 | 응암 · 디지털미디어시티 · 효창공원앞 · 신내 방면 |

## 역 주변
1번 출구 
- 불광1동
- 불광1치안센터
- 불광초등학교
- 불광중학교
- 북한산국립공원
- 연천초등학교
- [[수리초등학교][
- 연신내우체국

## 이용객 변동
2000년 자료는 개통일인 2000년 12월 15일부터 12월 31일까지 총 17일간의 집계를 반영한 것이다.
| 노선  | 노선   | 일평균 인원수 (명/일) | 일평균 인원수 (명/일) | 일평균 인원수 (명/일) | 일평균 인원수 (명/일) | 일평균 인원수 (명/일) | 일평균 인원수 (명/일) | 일평균 인원수 (명/일) | 일평균 인원수 (명/일) | 일평균 인원수 (명/일) | 일평균 인원수 (명/일) | 각주  |
| 노선  | 노선   | 2000년                | 2001년                | 2002년                | 2003년                | 2004년                | 2005년                | 2006년                | 2007년                | 2008년                | 2009년                | 각주  |
| ----- | ------ | --------------------- | --------------------- | --------------------- | --------------------- | --------------------- | --------------------- | --------------------- | --------------------- | --------------------- | --------------------- | ----- |
| 6호선 | 승차   | 1,977                 | 2,424                 | 2,704                 | 2,843                 | 2,864                 | 2,839                 | 2,675                 | 2,143                 | 2,133                 | 2,211                 | [ 1 ] |
| 6호선 | 하차   | 2,052                 | 2,463                 | 2,823                 | 3,081                 | 3,209                 | 3,236                 | 2,970                 | 2,518                 | 2,501                 | 2,601                 | [ 1 ] |
| 6호선 | 승하차 | 4,029                 | 4,887                 | 5,527                 | 5,924                 | 6,073                 | 6,075                 | 5,645                 | 4,662                 | 4,634                 | 4,812                 | [ 1 ] |
| 노선  | 노선   | 2010년                | 2011년                | 2012년                | 2013년                | 2014년                | 2015년                | 2016년                | 2017년                |                       |                       | [ 1 ] |
| 6호선 | 승차   | 2,339                 | 2,882                 | 2,884                 | 2,946                 | 2,963                 | 2,951                 | 2,967                 | 2,969                 |                       |                       | [ 1 ] |
| 6호선 | 하차   | 2,729                 | 3,257                 | 3,253                 | 3,293                 | 3,302                 | 3,225                 | 3,195                 | 3,184                 |                       |                       | [ 1 ] |
| 6호선 | 승하차 | 5,068                 | 6,139                 | 6,137                 | 6,240                 | 6,266                 | 6,176                 | 6,162                 | 6,153                 |                       |                       | [ 1 ] |

## 인접한 역
| 서울 지하철 6호선    | 서울 지하철 6호선   | 서울 지하철 6호선       |
| -------------------- | ------------------- | ----------------------- |
| 612 불 광 응 암 순환 | ● 서울 지하철 6호선 | 614 연 신 내 신 내 방면 |

## 사진

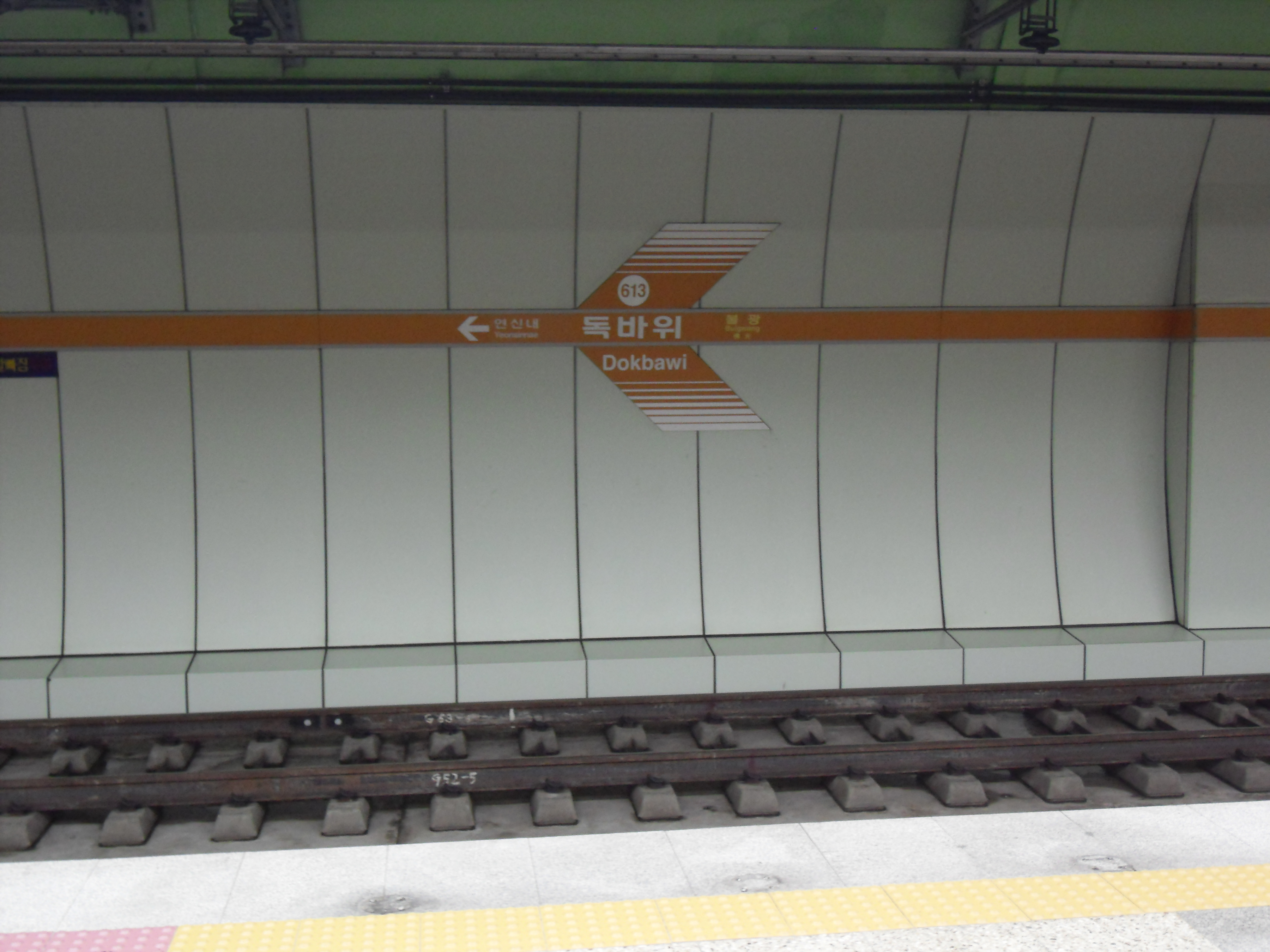
역명판 (스크린도어 설치 전)
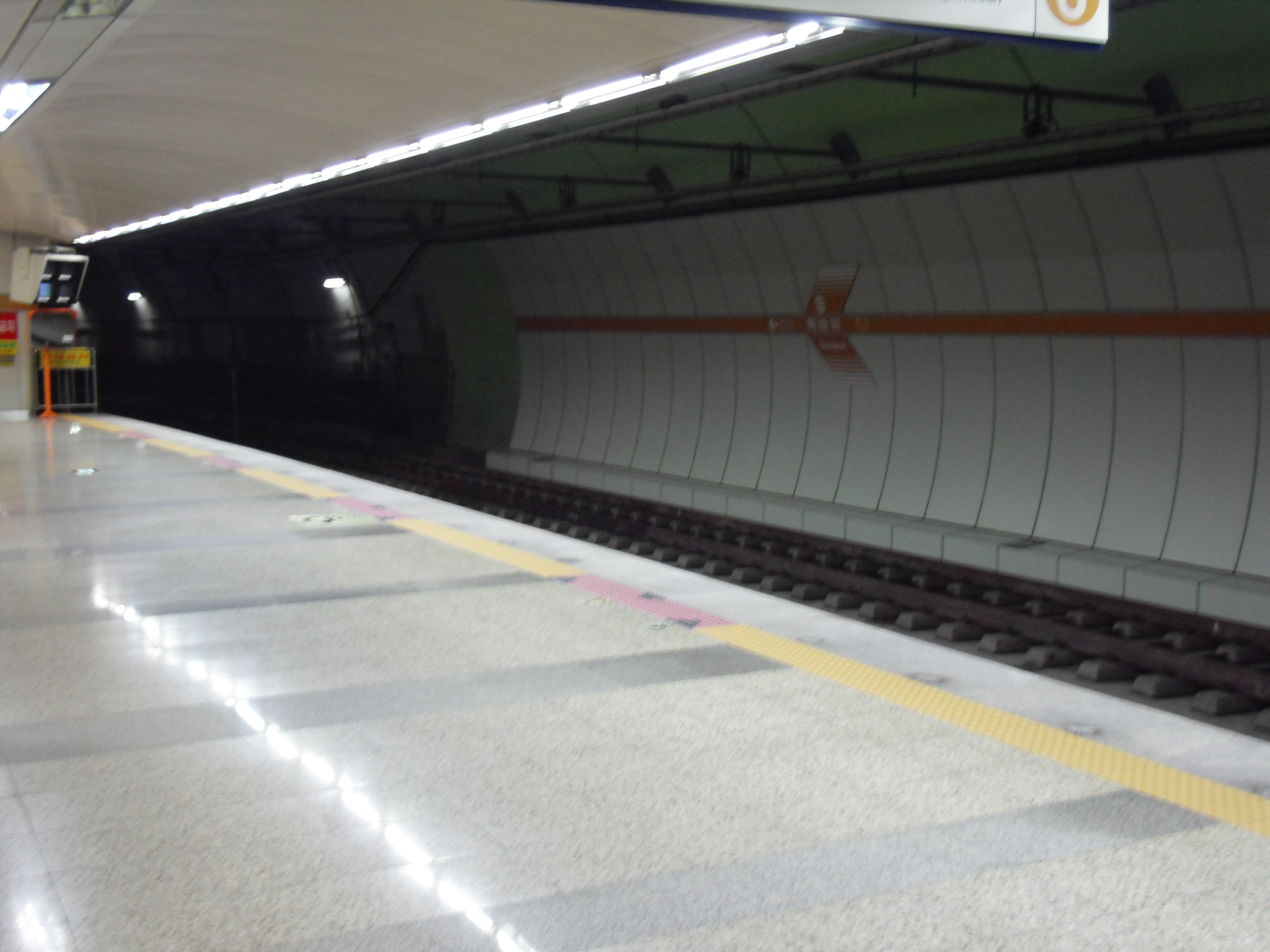
승강장 (스크린도어 설치 전)
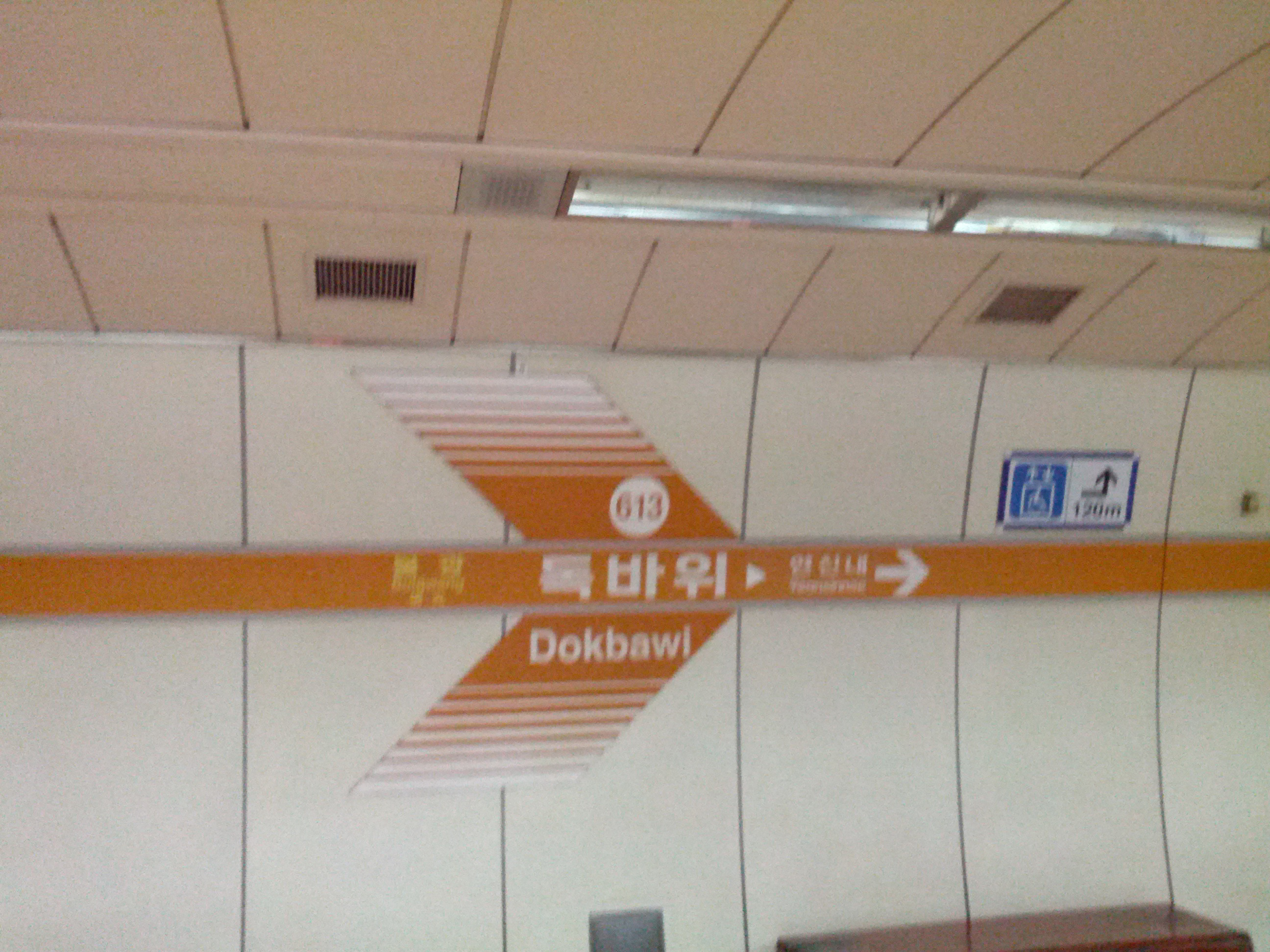
역명판
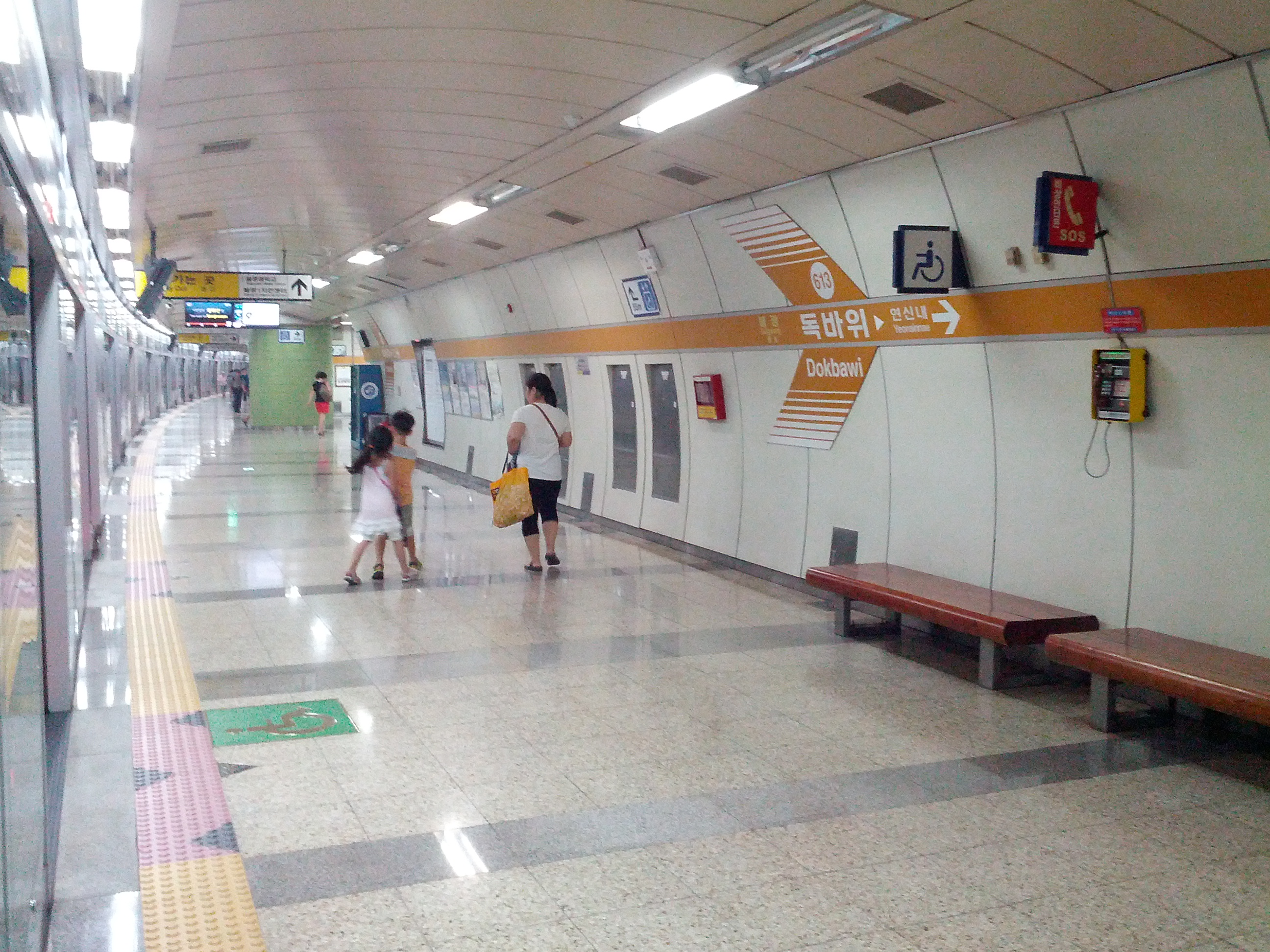
승강장